# Austroraptus sicarius
Austroraptus sicarius is een zeespin uit de familie Ammotheidae. De soort behoort tot het geslacht Austroraptus. Austroraptus sicarius werd in 1969 voor het eerst wetenschappelijk beschreven door Fry & Hedgpeth. 